# Clivaje (geología)

Formas diferentes en las cuales el clivaje puede desarrollarse en una roca sedimentaria. A: roca sedimentaria original; B: clivaje de lápiz; C: foliación diagenética (paralela a la estratificación); D: clivaje de pizarra.

En la geología se conoce como el clivaje de una roca a un tipo de foliación que consiste en una serie de superficies internas de planas o levemente curvas, paralelas a subparalelas entre sí. El clivaje permite partir las rocas en lajas. Generalmente el clivaje está asociado a pliegues con una orientación igual o muy parecida a la del plano axial del clivaje. El clivaje no debe confundirse con las fracturas pues estas últimas conllevan siempre una pérdida de cohesión lo que no es necesariamente el caso para el clivaje.
La pizarrosidad es un clivaje típico de las pizarras y que permite utilizar algunas de estas rocas para tejados. La pizarrosidad se debe a la disposición en planos de granos inecuantes microscópicos. Dado que los granos finos que componen una pizarra tienden a depositarse con orientación aleatoria la pizarrosidad es una característica posterior adquirida por la reorientación y recristalización de sus granos en un ambiente metamórfico y tectónica compresiva.